# مصرف جزر سليمان المركزي
مصرف جزر سليمان المركزي (بالساموية: Faletupe Tutotonu o Samoa)‏ هو البنك المركزي في جزر سليمان.